# パティシエ エス コヤマ
株式会社パティシエ エス コヤマ（PATISSIER eS KOYAMA）は、兵庫県三田市ゆりのき台に本拠を置く洋菓子メーカー。

## 概要
パティシエの小山進により1999年に設立された。1500坪の敷地内にケーキ専門店、パン工房、子供しか入れないパティスリーなど様々なコンセプトの店舗が建ち並び、「スイーツの街」、「スイーツのワンダーランド」などと呼ばれる。
本社は三田市のウッディタウン内にあり、当初は工房と店だけだったが、本店に集約されていたお菓子やパンなどをカテゴリーごとに分家させる形で、多数の店舗を持つ「スイーツの街」へと発展した。「本店を超える支店はない」との考えから、支店を持たない方針で営業している。2019年9月12日にはメインショップのリニューアルを行い、全体の空間デザインを橋本夕紀夫が担当した。
テレビ東京の番組「TVチャンピオン」味覚部門第1位を受賞したことがきっかけで生まれたロールケーキ「小山ロール」 と、ショコラの本場といわれるフランスでも高く評価されているショコラが知られる。
2018年、丹波乳業との協業により堆肥を完熟させることが可能となり、エス コヤマで出た生ごみを原料とする堆肥で育ったイネを食べた牛から搾乳された牛乳を原料とする「小山ぷりん」の製造を開始した。牛乳はカスタードクリームにも加工され、ロールケーキやシュークリームにも使用されている。これにより資源循環だけでなく、商品の質の向上も実現した。

## 沿革
出典：
- 2003年 - 小山進が「パティシエ エス コヤマ」をオープン。
- 2004年 - お菓子教室「School of Sweet Trick」開講。
- 2005年 - カフェ「eS LIVING hanare」、ショコラブティック「quatrieme chocolat・進」オープン。
- 2007年 - 複合空間「FRAME」新設。コンフィチュール＆マカロンブティック「co. & m.es」、ブーランジュリー「es Boulangerie Susumu Koyama Japan」、ギフトサロン「KOYAMA EX！」
- 2009年 - 台北（台湾）のフォーシーズン系ホテル「フォルモ サ リージェント タイペイ」にてエスコヤマフェアを開催。
- 2011年
  - 小山進が全国のパティシエやクリエーターに呼びかけ、東日本大震災復興支援プロジェクト「ハジメルプロジェクト」を開設。
  - 小山がフランス・パリで開催されるチョコレートの祭典「SALON DU CHOCOLAT Paris」に初出展。フランスのチョコレート愛好家協会「C.C.C.」（Club des Croqueurs de Chocolat）の品評会にて、外国人で初出品ながら、最高位のタブレット5枚を獲得。さらに「2011 SALON DU CHOCOLAT AWARD」で、外国人ショコラティエとして最も栄誉のある「外国人最優秀ショコラティエ賞」を受賞。
- 2013年
  - 新ショコラトリー「Rozilla」オープン。
  - 12月 - 「子どもと大人をつなぐパティスリー"未来製作所"」オープン。
- 2014年8月 - 「小山菓子店」オープン。
- 2016年10月1日 - 三田市の魅力やブランドイメージを市外にPRする目的で都営バスと連携したラッピングバスに、さんだ夢大使である小山進作成のマジパンを用いたデザインが採用され、翌2017年3月31日まで運行された[15][16]。
- 2017年11月13日 - デコレーション＆アニバーサリーケーキ専門店「夢先案内会社 FANTASY DIRECTOR（ファンタジー・ディレクター）」オープン。
- 2018年
  - 10月31日 - 野菊、赤紫蘇、カシスの新芽、オアハカなどを使った新作チョコレート「SUSUMU KOYAMA’S CHOCOLOGY 2018」で、「C.C.C.」（Club des Croqueurs de Chocolat）にて8年連続となる「最高位“ゴールドタブレット”」を獲得[17][18][19]。
  - 11月1日 - フェリシモ社長矢崎和彦、兵庫ヤクルト販売社長阿部泰久と小山進の3名は、コンサルティング会社「hitorigoto」（神戸市中央区、資本金999万円）を設立[20]。
- 2019年
  - 9月12日 - メインショップのリニューアルを行いオープン[9]。
  - 12月 - 丹波乳業の協力により、ケーキの切れ端から作った堆肥で飼料用のイネを育て、餌として食べさせた牛の牛乳で再びケーキを作る資源循環の試みが成功。できた牛乳を使った「小山ぷりん」やケーキが店頭に並ぶ[13]。
- 2021年
  - 10月オープンの「フェリシモ チョコレートミュージアム」にパティシエ エス コヤマのパッケージを並べる常設展が2022年3月末まで開催される[21]。
  - 11月 - 社員らに「過労死ライン」を超える月100時間超の時間外労働をさせていたとして、過去2度、伊丹労働基準監督署から労働基準法違反で是正勧告を受けていたことが報道される[2]。
- 2022年
  - 8月31日 - 30代の男性社員が、エスコヤマに対して、慰謝料と未払い賃金など計約3100万円を求めて神戸地裁に提訴したと報道[22]。

## 店舗
出典：
エスコヤマ
「小山ロール」をはじめとする生菓子（ケーキ）とバウムクーヘン、焼き菓子などを販売。
co.＆m.es（コンフィチュールアンドマカロン）
コンフィチュール＆マカロンブティック。
es Boulangerie  Susumu Koyama Japan(エスブーランジェリー）
パン工房。
Rozilla（ロジラ）
ショコラ専門店。ショコラの販売のほか、原料であるクーベルチュールの保管の様子の見学ができるほか、a・ZITTO（アジト）と名づけられた空間ではセミナーが開催される。
eS LIVING hanare（エスリビング・ハナレ）
北欧風の内装のカフェ。
ICE LABO（アイスラボ）
アイスクリーム工房。
KOYAMA EX！（コヤマエックス）
ギフトサロン。
Atelier de Baum（アトリエバウム）
バウムクーヘン工房。外部から工房内を見学できる。
未来製作所
12歳以下の子供だけが入店できるパティスリー。
小山菓子店
オリジナル牛乳菓マッテル専門店。
夢先案内会社 FANTASY DIRECTOR（ファンタジー・ディレクター）
オーダーメイドも可能なデコレーション＆アニバーサリーケーキ専門店。
School of Sweet Trick（スクール オブ スイートトリック）
お菓子教室。

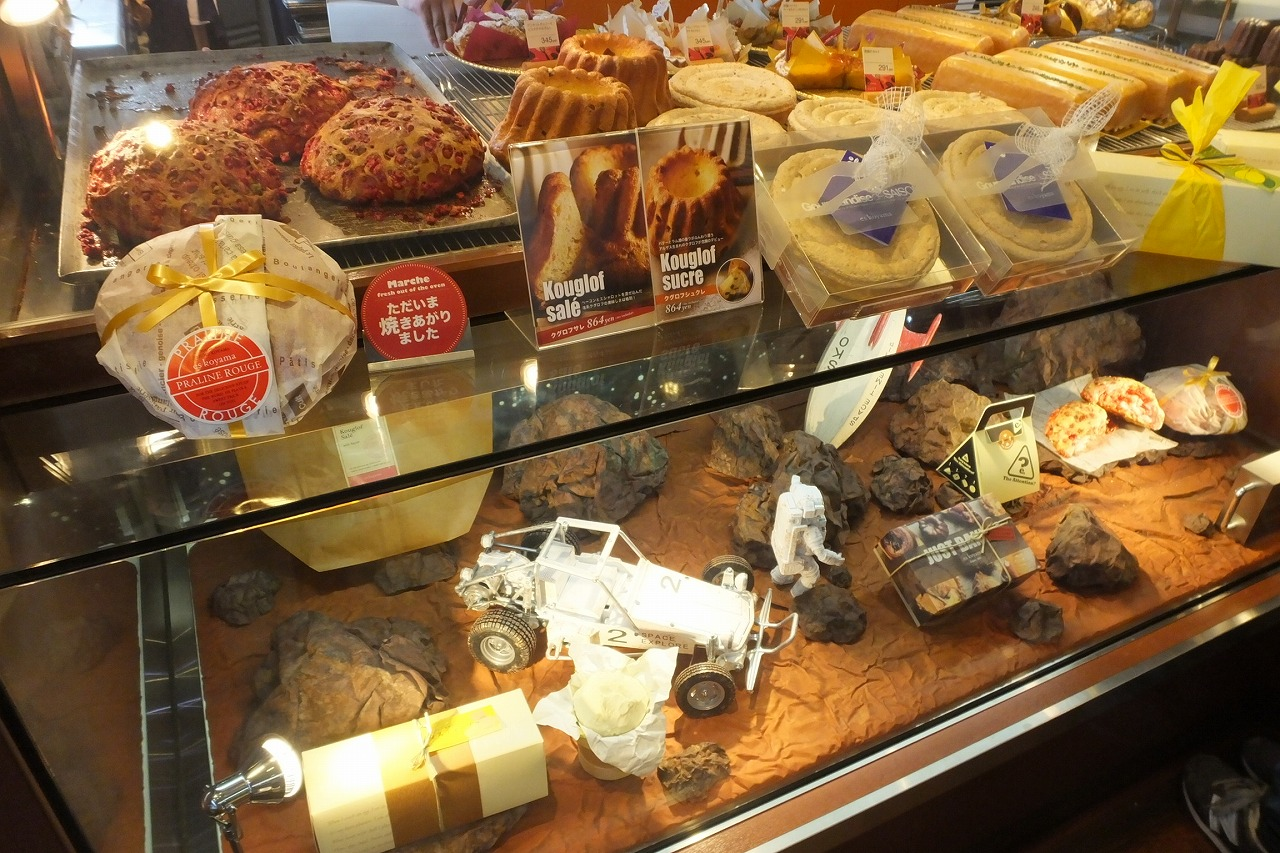
エスコヤマ店内
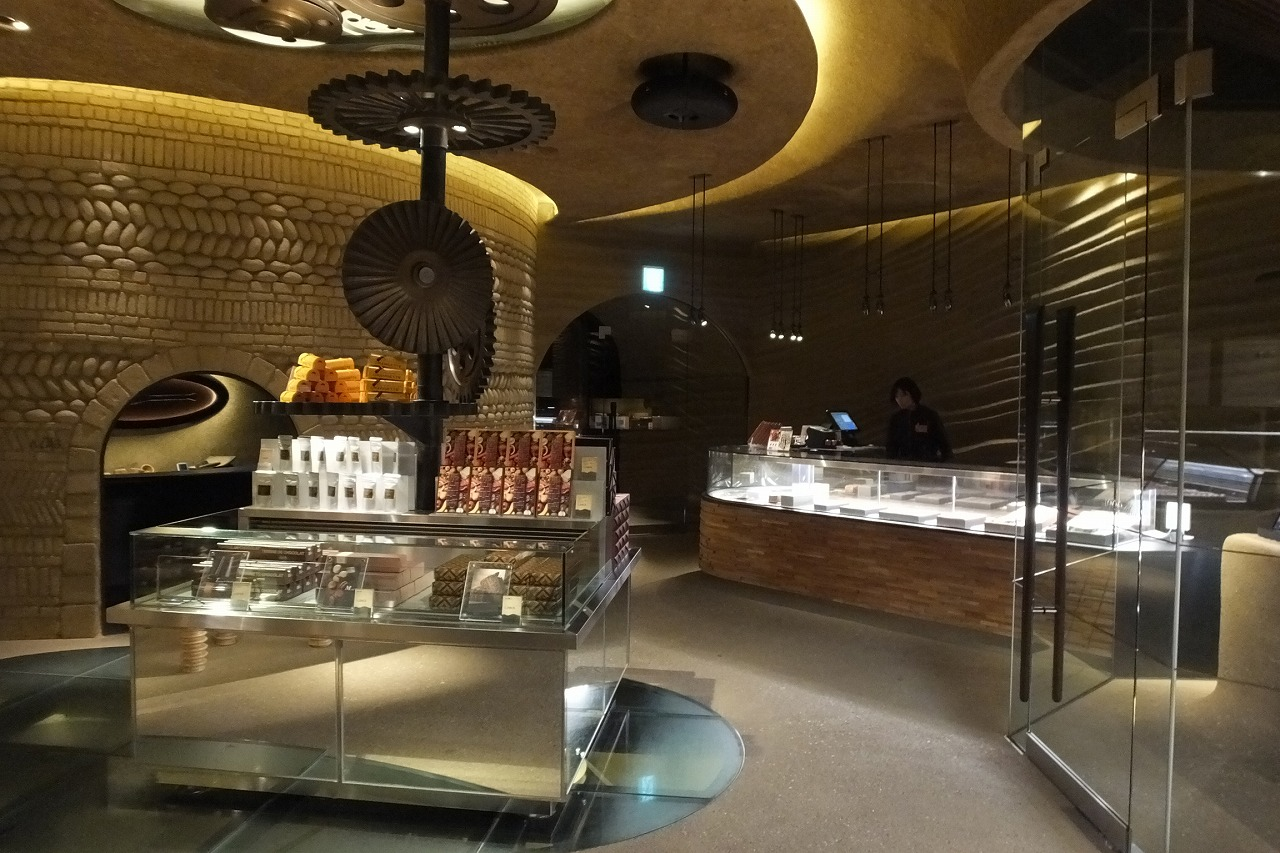
チョコレート専門店「ROZILLA」店内
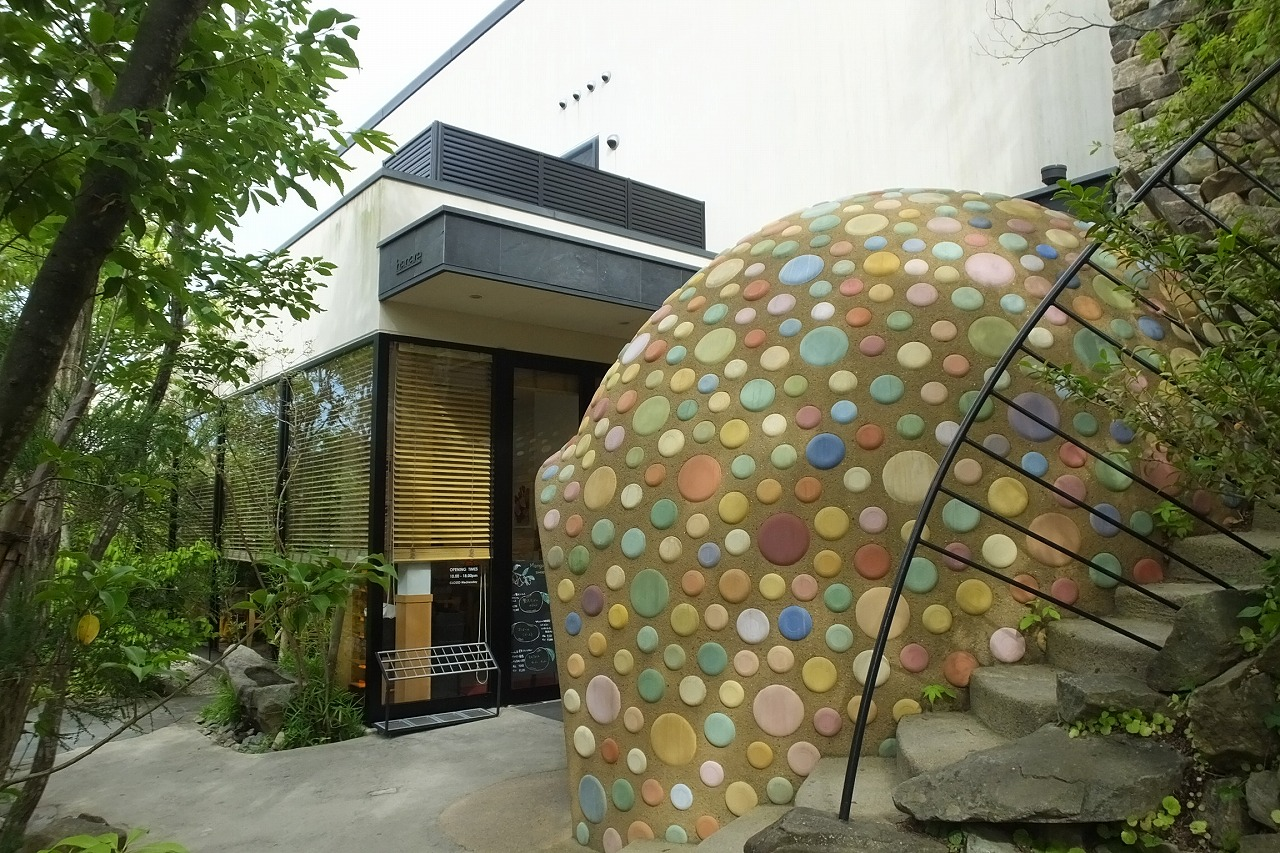
eS LIVING hanareと手前が「未来製作所」入り口
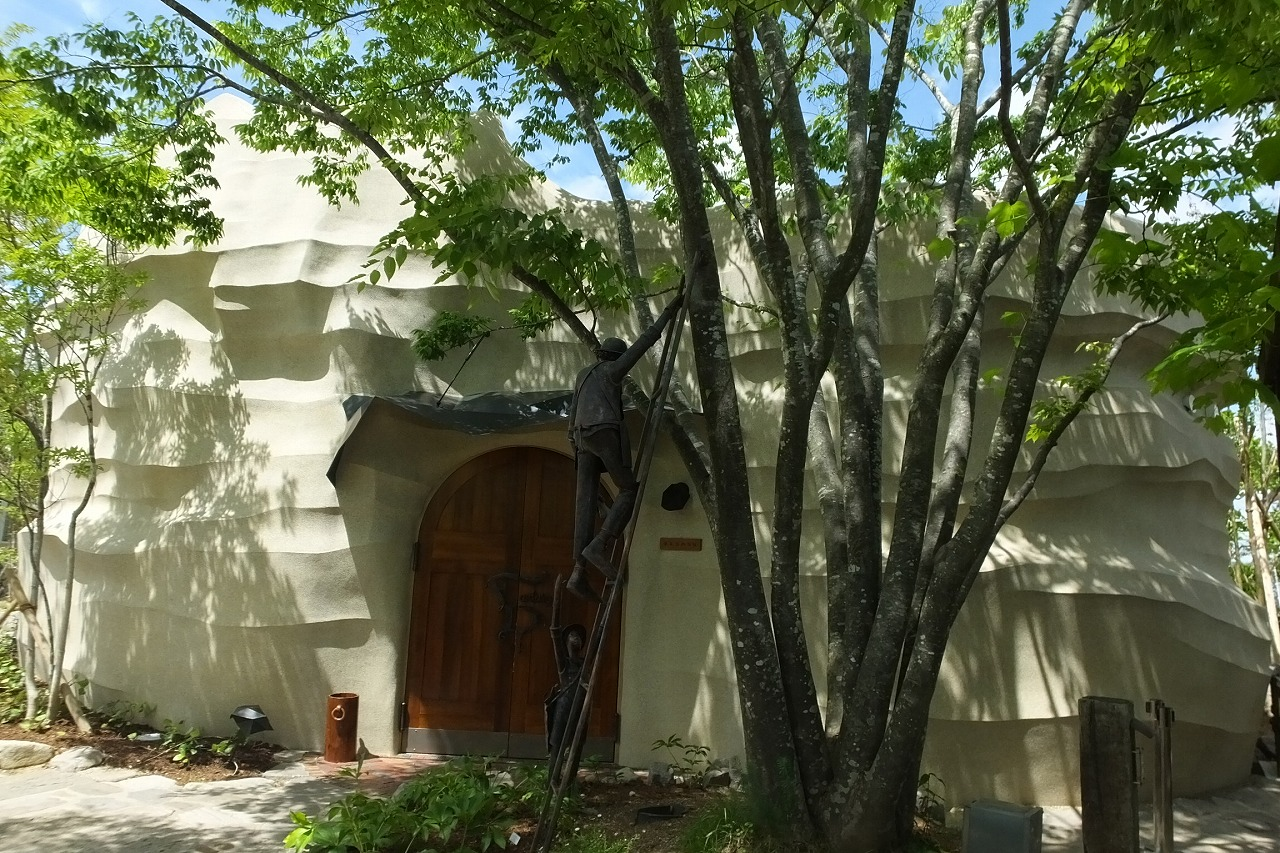
夢先案内会社外観。
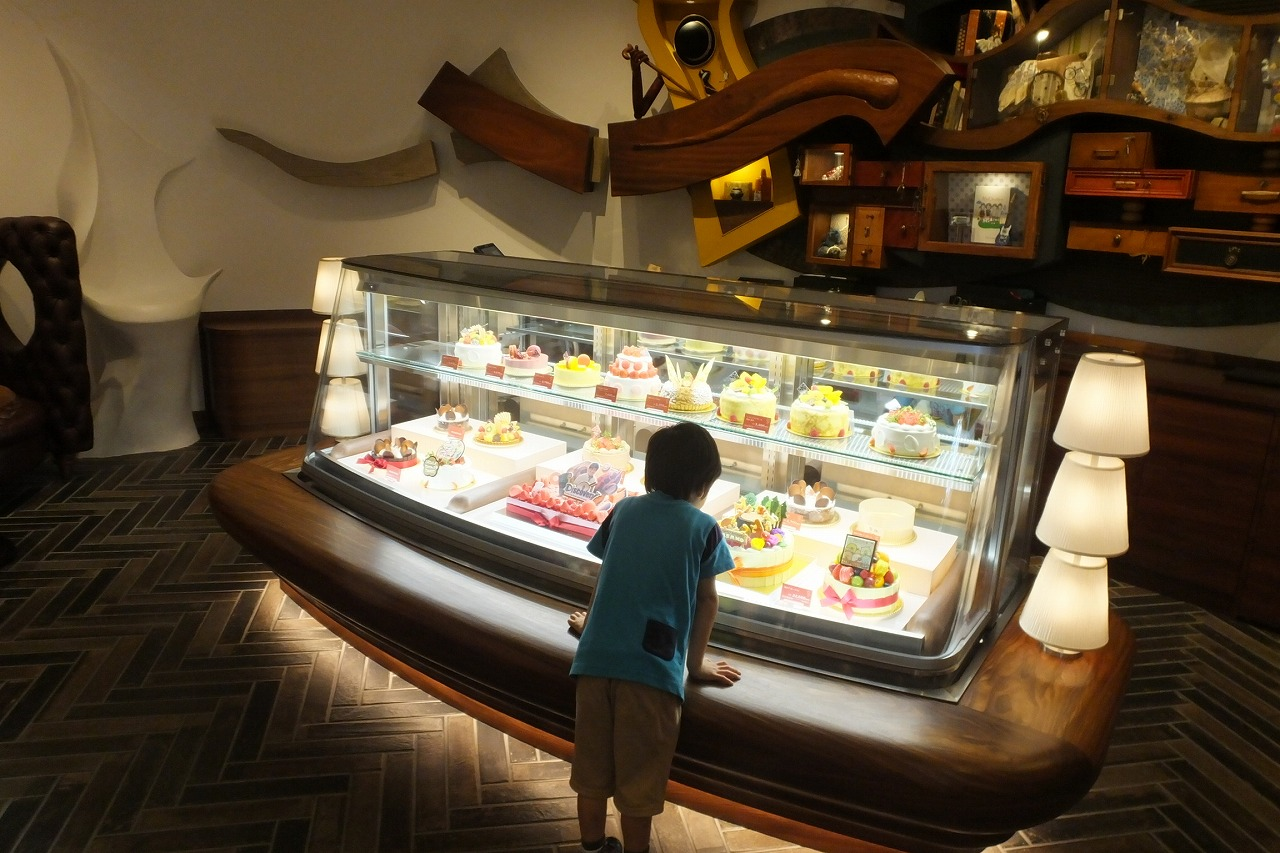
夢先案内会社店内。
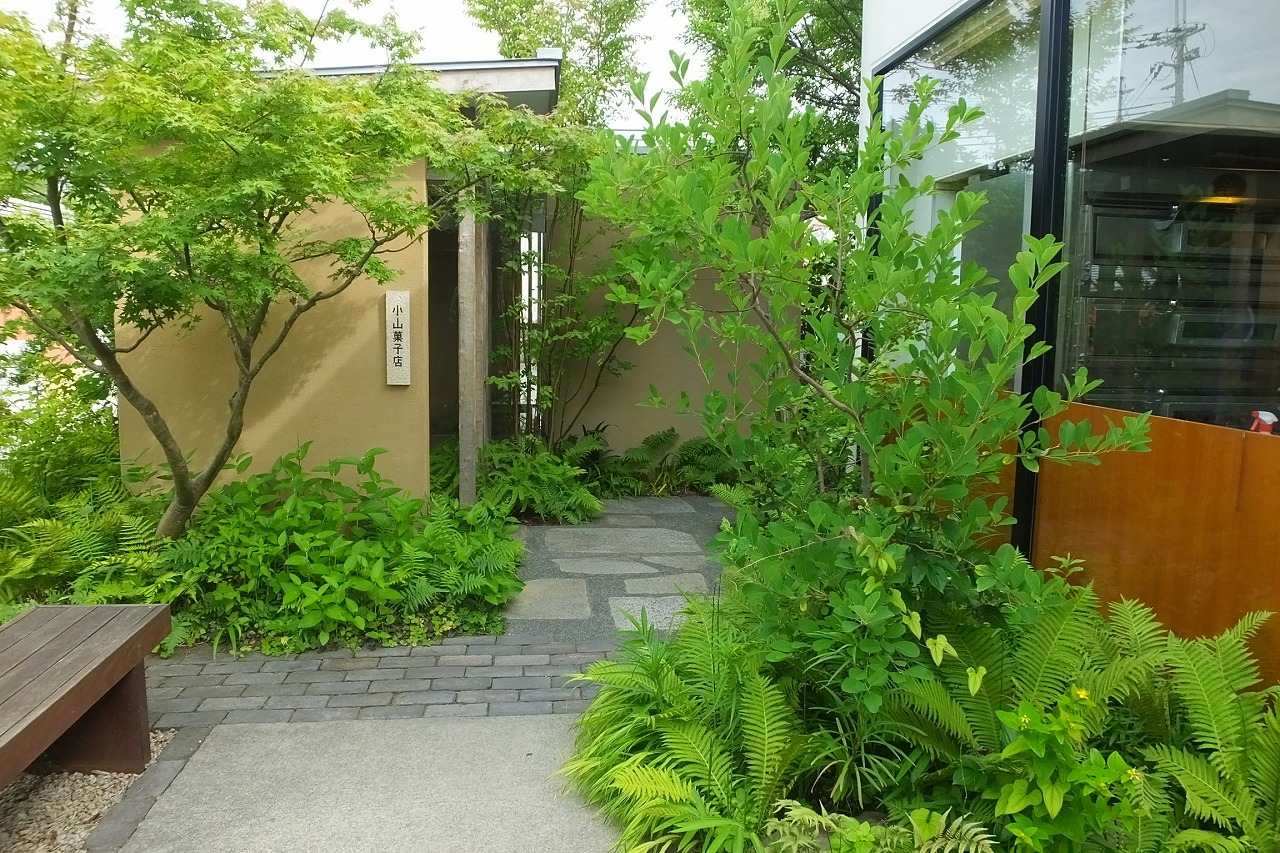
小山菓子店

## 不祥事
2018年1月、パティシエ エス コヤマの運営会社は、従業員の約半数にあたる55人に「過労死ライン」を超える月100時間以上の時間外労働をさせたとして、伊丹労働基準監督署から是正勧告を受けた。しかし事態は改善されず、2021年1月に48人に対する2度目の勧告を受けた。長時間労働が常態化していたと見られており、一部の社員には残業代も未払いだった。
従業員の中には労働時間が午前4時から午後9時まで及んだり、月の時間外労働が300時間を超える者がいたが、代表パティシエの小山に憧れて入社した者が多く、声を上げることが出来なかったという。こうした構図は「やりがい搾取」と指摘された。
さらに、2度目の是正勧告後も、違法な長時間労働が継続されていたことが明らかとなり、同労働基準監督署は2022年1月21日、法人としての同社と幹部社員2人を、労働基準法違反容疑で神戸地方検察庁に書類送検した。同年7月11日、神戸地方検察庁は法人としての同社と幹部社員2人を起訴猶予処分とした。

## テレビ番組
- 日経スペシャル カンブリア宮殿 世界で勝つなら"俺流〟で行け！（2011年12月15日、テレビ東京）[29]